# Carl Baunscheidt

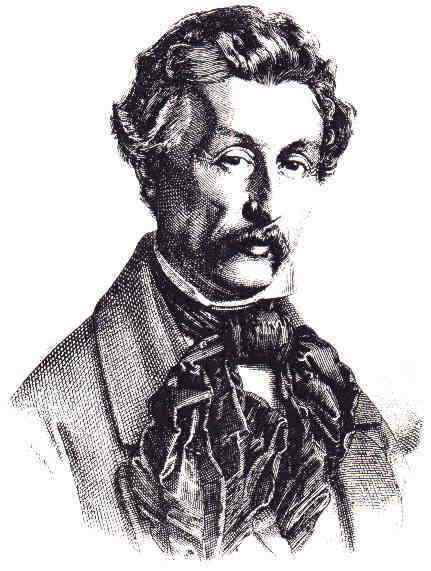
Carl Baunscheidt

Carl Friedrich Baunscheidt (* 16. Dezember 1809 in Baunscheidt; † 1. Oktober 1873 in Endenich) war ein Gewerbelehrer, Stellmacher, Mechaniker und Erfinder.

## Leben
Baunscheidt betrieb die Herstellung von Ackerbau- und Pflanzbaugeräten und vertrieb zuerst kleinere Erfindungen wie ein Gewehrvisier oder eine Muttermilchpumpe. Basierend auf seiner 1847 gemachten Entwicklung eines künstlichen Blutegels, entwickelte Baunscheidt 1848 das Nadelstichgerät „Lebenswecker“ und die nach ihm benannte Baunscheidttherapie. Diese Methode verbreitete sich schnell in Deutschland und unter deutschen Auswanderern vor allem in den USA. Zu Vermögen gekommen, wurde er Besitzer der Burg Dottendorf bei Bonn.

## Werk
- Der Baunscheidtismus : vom Erfinder dieser neuen Heillehre Carl Baunscheidt. 8. Auflage. Bonn : Wittmann, 1862. Digitalisierte Ausgabe der Universitäts- und Landesbibliothek Düsseldorf